# Rombiikozaeder
| Rombiikozaeder                   | Rombiikozaeder                                          |
| -------------------------------- | ------------------------------------------------------- |
|                                  |                                                         |
| Vrsta                            | uniformni zvezdni polieder                              |
| Elementi                         | F = 44, E = 180, V =120 ({\displaystyle \chi \,} = -16) |
| Stranske ploskve po stranicah    | 20{6}+12{10}+12{10/3}                                   |
| Wythoffov simbol                 | 3 5 5/3 \|                                              |
| Simetrijska grupa                | Ih, [5,3], *532                                         |
| Bowerjeva okrajšava              | Ri                                                      |
| Sklici                           | U56, C72, W96                                           |
| rombiikozakron (dualni polieder) | 6.10.10/3 slika oglišč                                  |

Rombiikozaeder je nekonveksni uniformni polieder z oznako (indeksom) U56. Njegova slika oglišč je antiparalelogram.

## Sorodni poliedri
Rombiikozaeder ima enako razvrstitev oglišč kot uniformni sestav desetih ali sestav dvajsetih tristranih prizem. Razen tega ima iste robove kot rombidodekaeder, ki ima skupne kvadratne stranske ploskve ter ikozidodekaeder, ki pa ima skupne šestkotne stranske ploskve.  
| konveksna ogrinjača | rombidodekaeder                  | ikozidodekaeder                    |
| rombiikozaeder      | sestav desetih tristranih prizem | sestav dvajsetih tristranih prizem |